# 雪のち、ふるるっ! 〜ところにより、恋もよう〜
『雪のち、ふるるっ! 〜ところにより、恋もよう〜』（ゆきのちふるる ところによりこいもよう）は2006年12月22日にRUNEより発売された18禁恋愛アドベンチャーゲーム。雪の妖精「ふるる」の登場するファンタジー作品で攻略可能なヒロイン数は5人。
予約特典としてソフマップではエピソード2話が収録されたドラマCD、メッセサンオーでも『第3次スーパーないすばでぃ銭湯』というドラマCDが付属された。2006年末開催の「コミックマーケット71」のRUNEブースでも、ドラマCD『ゆきのち、ふるるんっ～ところにより、なにもよう?～』（成人向け）が販売された。

## 概要
ある日、主人公はオーロラの下でふるるという少女と出会う。彼女は、自分の父親を探しに来た妖精のプリンセスであった。もし、その父親の行方不明を放置すると様々な問題が発生することがわかり、主人公は彼女の父親探しに協力することとなる。また、ゲーム中ではバトルが発生するが、それはリズムゲームという形で表現されている。

## 登場人物

### メインキャラクター
時沢 一樹（ときさわ かずき）
本編の主人公。この年の春に開校したばかりの新設校「若草学園」に通う一年生でデジタルカメラを使った写真撮影を趣味としている。父親と姉の3人家族で母は既に他界。雪の妖精のプリンセス「ふるる」と偶然出会い、そのまま成り行きで契約（キス）をしてしまう。ふるるの父親探しに野々花達と共に協力する事になる。
ふるる 声：サトウユキ
雪の妖精のプリンセスであり、行方不明になった自分の父親を探すために人間界に来た本作のメインヒロイン。一樹と「契約」を交わし、時沢家に滞在して人間界で行動することになる。世間知らずで色恋沙汰にも無知無垢な性格。
河崎 野々花（かわさき ののか） 声：緒方りさ
一樹の幼馴染でクラスメイト。元気な性格で、よくニュースを追いかけている。しばしば一樹に「野々花パンチ」をお見舞いする。
坂井 恋夏（さかい こなつ） 声：ヒマリ
一樹のクラスメイトで、物語の開始時点より前に転入してきた転校生。ボーイッシュな性格で自分のことを「ボク」と呼ぶ。文武両道の天才だが料理だけは苦手。
若草 なるみ（わかくさ なるみ） 声：小林和美
一樹のクラスメイトでクラスの委員長。更に、学校の妖精でもある。皆の役に立とうと一所懸命な頑張り屋。
鷹羽 紗璃奈（たかばね さりな） 声：加乃みるく
一樹のクラスメイト。もともとは都会で暮らしていたお嬢様。恋夏をライバル視している。

### サブキャラクター
雨宮 光歩（あめみや みつほ） 声：春日希紗良
一樹達のクラスメート。一樹をからかうのが趣味。喫茶店や神社など多くのバイトを掛け持ちしている。
花水木 るあ（はなみずき るあ） 声：湖杉カンナ
町の教会の娘。人見知りが激しいが素直で優しい性格。お菓子作りが得意。
雪の王様 声：木本健一
ふるるの父親。公用で地上に降りたまま行方不明となる。その後ふるる達に保護されるも、力を消耗したために小さな雪ダルマの様な姿になっている。酒好きのエロオヤジ。
時沢 奈美樹（ときさわ なみき） 声：櫻葉あけみ
一樹の年の離れた姉。若草学園の教師で一樹のクラスの担任を務める。教師にしてはかなり大雑把な性格で、時沢家にやってきたふるるをその翌日若草学園に連れて来てしまった。結婚を目前に控えており、時沢家の今後を案じている。
時沢 重久（ときさわ しげひさ） 声：手塚タカシ
一樹の父親。物静かであまり多くのことを語ろうとしないが優しい性格。市の役所に勤めているが奈美樹と同様大雑把なところがある。ふるるの正体が妖精であることに最初に気付いた。
工藤 晋太郎（くどう しんたろう） 声：阿川秋也
若草学園の教師で奈美樹の婚約者。穏やかな性格の好青年。
花水木 英治（はなみずき えいじ） 声：精汁
るあの祖父。教会の神父で学園の理事長でもある。高い徳の持ち主で、常人には見えないタイプの妖精も視る事ができる。

## その他
- 劇中に登場する喫茶店「ル・コンセルト（Le Concert）」の名前は、RUNEの旧作『リトルモニカ物語』でヒロイン三姉妹が経営していた喫茶店と同じである。またケーキ作り教室で皆が着ていたエプロンが三姉妹の物と同じ柄であったり、「野々花パンチ」のCGが「セリアちゃんパンチ」と酷似していたりと、何故か同作を連想させる描写が多い。

## スタッフ
- 企画:ms、猫舌あち
- 原画:野々原幹
- シナリオ:想ファクトリー、座敷猫、田中一郎
- 音楽:Loser Kashiwagi
- 主題歌:雪のワルツ

作詞、作曲、編曲:Loser Kashiwagi
唄:KIRIKO

## 関連商品
ふーるるレイディオ
作品のwebページで発売前から公開された作品紹介のためのwebラジオ。全4回
ふるる道場
作品中のリズムゲームを練習するために、ストーリーを紹介する体験版とは別に公開された体験版。